# 滕庄水库
滕庄水库是中国湖北省襄阳市老河口市境内的一座水库，位于大量河支流上，建于1977年。水库正常库容为1064万立方米，集雨面积为3平方千米，海拔为136米。